# Chaiyaporn Uttramara
Chaiyaporn Uttramara (thailändisch ชัยพร อุตตมรัตน์, * 28. Juni 1989) ist ein thailändischer Fußballspieler.

## Karriere
Chaiyaporn Uttramara steht seit mindestens 2019 beim Trat FC unter Vertrag. Wo er vorher gespielt hat, ist unbekannt. Der Verein aus Trat spielte in der ersten Liga des Landes, der Thai League. Sein Erstligadebüt für Trat gab er am 28. März 2021 im Heimspiel gegen Ratchaburi Mitr Phol. Hier stand er in der Startelf und wurde in der 63. Minute gegen Todsaporn Sri-reung ausgewechselt. Am Ende der Saison 2020/21 musste er mit Trat als Tabellenvorletzter in die zweite Liga absteigen. Am Ende der Saison 2022/23 feierte er mit Trat die Vizemeisterschaft und den Aufstieg in die erste Liga. Nach nur einem Einsatz wurde sein Vertrag im Sommer 2023 nicht verlängert. Bis Anfang 2025 pausierte er. Im Januar 2025 nahm ihn sein ehemaliger Verein Trat FC wieder unter Vertrag.

## Erfolge
Trat FC
- Thailändischer Zweitligavizemeister: 2022/23  ▲